# Blikk
Blikk is een dagelijks verschijnende tabloid in Hongarije. De krant is met name bekend om haar op sensatie gerichte stijl. Het is dan ook vergelijkbaar met de boulevardpers in andere Europese landen. Blikk is in eigendom van het Zwitserse Ringier dat in Hongarije ook de krant Népszabadság uitgeeft.
Metropol is na Blikk de tweede gratis verspreide krant van Hongarije.